# Дніпропетровська обласна організація НСПУ
Дніпропетровська обласна організація НСПУ
Створена 5 грудня 1934 року і є однією з найстаріших обласних письменницьких організацій в Україні.
Першим її головою був поет Петро Харламов, страчений більшовиками 1937 року, як і багато інших його колег (Микола Мінько, Олена Шпота, Юзеф Саповський, Володимир Роздольський, Павло Кононенко та ін). Один з небагатьох, хто залишився у живих — Олександр Билінов, який очолював осередок до кінця Другої світової війни, у повоєнні радянські часи — Сергій Завгородній (1948—1960, 1966—1968), Степан Чорнобривець (1960—1963), Михайло Нечай (1963—1966), Федір Залата (1968—1979), Сергій Бурлаков (1979—1989). За новітніх часів Незалежності:
- Валентин Чемерис 1989—1993
- Віктор Савченко 1994—2002
- Леся Степовичка 2002—2012
- Михайло Кудрявцев 2015—2017
- Володимир Луценко 2012—2015, 2017—2020
- Володимир Кільченський в.о. 2020—2021
- Фідель Сухоніс з липня 2021.

Понад 30 років видається журнал «Бористен». Проводяться Міжнародний літературний конкурс прозових українських видань, конкурс ім. О. Кравченко та ін.
За радянських часів функціонували найстаріші у республіці робітничі спілчанські літстудії «Плавка» (завод ім. Петровського) та «Рудана» (Кривий Ріг).

## Чинний голова
- Сухоніс Фідель Анатолійович з липня 2021[3]

## Члени
1. Андрішко Олег Михайлович з 31.10.2019
2. Басанець Олександр Михайлович з 08.04.2016
3. Безус Євген Федорович з 03.12.2015
4. Біла Сніжана Сергіївна з 12.03.2020
5. Білий Анатолій Олегович з 07.02.2011
6. Бурлаков Сергій Романович з 05.03.1969
7. Васіна (Швець-Васіна) Олена Іванівна з 25.04.2024
8. Волик Олег Володимирович з 28.09.1999
9. Гарченко Григорій Миколайович з 16.06.1992
10. Гриценко Віктор Васильович з 26.06.1997
11. Гузенко (Кільченський) Володимир Андрійович з 26.03.2015
12. Гусейнов Григорій Джамалович з 23.01.1996
13. Данилюк Іван Володимирович з 22.11.1992
14. Дев'ятко Наталія Володимирівна з 29.05.2006
15. Доленник Інеса Олександрівна з 03.03.2017
16. Дружко Марія Олександрівна з 26.03.2003
17. Дудар Катерина Григорівна з 08.04.2016
18. Єфремов Анатолій Олександрович з 27.10.2016
19. Заржицька Еліна Іванівна з 29.12.2014
20. Заславський Семен Аврамович з 15.02.2012
21. Злючий Сергій Дмитрович з 30.06.2005
22. Іваськів Ірина Василівна з 25.04.2024[4]
23. Ігнатенко Оксана Олександрівна з 26.03.2003
24. Каленіченко Катерина Петрівна з 18.10.2018
25. Карпенко Андрій з 21.12.2023
26. Карплюк Микола Андрійович з 11.03.1958, немає у Довіднику НСПУ-2023, чи помер?
27. Кривенко Наталія Петрівна з 06.06.2000
28. Кудрявцев Михайло Леонідович з 27.09.1990
29. Купіч Юлія Олександрівна з 25.10.2014
30. Купрій Ганна Олександрівна з 06.03.2018
31. Кутняк Олександр Іванович з 29.04.2014
32. Лабутін Сергій Петрович з 1996
33. Линник (Ловчинська) Яна з 24.09.2024
34. Литвиненко Микола Іванович з 27.10.2016
35. Люлько (Скора) Олександра Панасівна з 16.10.2013
36. Маменко Ростислав Петрович з 17.02.2004
37. Начиняний Віктор Митрофанович з 03.12.2015
38. Некрасовська Людмила Віталіївна з 27.10.2016
39. Нікітіна Ганна Володимирівна з 04.06.2009
40. Ніколенко Валерій Васильович з 27.10.2004
41. Омельченко Лариса Павлівна з 24.09.2024
42. Омельченко (Козлова) Олеся Олексіївна з 25.05.1997
43. Ратнер Олександр Григорович з 14.12.1988
44. Рєпіна Ольга Геннадіївна з 27.10.2016
45. Слободяник Марія Іванівна з 31.10.2019
46. Сорока Володимир Миколайович (письменник) з 24.09.2024
47. Степовичка (Шуманн) Леся Несторівна з 6.06.2000
48. Сухоніс Фідель Анатолійович з 16.01.1997
49. Твердохліб Олександр Васильович з 30.09.1997
50. Федіна Олена Володимирівна з 26.10.2023[5]
51. Чабан Микола Петрович з 21.03.1996
52. Шкляр Анатолій Миколайович з 19.10.1987
53. Яворська Євгенія Олександрівна з 08.04.2016

Вибули:
1. Андрєєв Сергій Юрійович з 26.05.1993, помер 06.10.2019 у Дніпрі
2. Берлін Євген Гедеонович з 13.06.1995, виїхав до Німеччини на поч. 90-х
3. Бідняк Григорій Прокопович з 21.03.1995, помер 18.07.2020
4. Буряк (Селіванов) Володимир Дмитрович з 11.01.1988, помер 16.01.2010
5. Веретенников Віктор Олександрович з 25.02.1992, помер 15.03.2023
6. Ворфлик Анатолій Васильович з 07.02.2011, помер 07.09.2011
7. Вусик Олекса Сергійович з 18.01.1974, помер 04.03.2017
8. Дяченко Михайло Григорович з 18.05.1999, помер 10.01.2024
9. Залата Леонід Дмитрович з 9.06.1964, помер 31.08.2009
10. Завгородній Олександр Сергійович з 14.12.1976, помер 28.01.2018
11. Заремба Володимир Іванович з 5.05.1988, помер 21.11.2010
12. Зобенко Марія Олександрівна з 21.03.1996, виїхала у Запорізьку обл. у 10-х рр.
13. Кібець Юрій Іванович з 16.03.1977, помер 23.01.2019
14. Ковтуненко Валерій Іванович з 22.10.1992, помер 19.10.2020
15. Кравченко-Русів Анатолій Іванович з 01.10.1996, помер 11.10.2020
16. Кравченко Олександра Петрівна з 19.06.2001, померла у 25.11.2012
17. Корж Віктор Федорович з 07.05.1966, помер 31.10.2014
18. Коцюбинський Андрій Федорович з 12.09.1983, помер 18.08.2011
19. Лебідь Сергій Якимович з 28.10.1988, помер 03.05.2019
20. Левченко Людмила Григорівна з 28.09.1999, померла 12.10.2018
21. Липицький (Кучер) Анатолій Григорович з 09.12.1993, помер 16.11.2011
22. Луценко Володимир Антонович з 17.02.1998, помер 23.11.2020 у Дніпрі
23. Люлько Георгій Іванович з 16.10.2013, помер 01.02.2019
24. Миколаєнко Микола Антонович з 27.03.1958, помер 17.11.2019
25. Невидайло Микола Гаврилович з 21.10.2005, помер 04.06.2012
26. Ніколаєнко Володимир Григорович з 06.03.2018, помер 31.05.2019
27. Парфімчук Жан Іванович з 17.02.1998, помер 09.08.2021
28. Пісоцький Костянтин Пилипович з 15.04.1983, помер до 2011 р., не з Дніпра!
29. Прокопенко Ірина Миколаївна з 16.06.1992, вивезена до РФ, де й померла
30. Пуппо Ігор Петрович з 1.12.1966, помер 27.04.2010
31. Рибицький Іван Васильович	(1936-2005), з 1972, помер в липні 2005 на Вінниччині
32. Савченко Віктор Васильович з 25.05.1984, помер 31.08.2016
33. Селезньов Михайло Сергійович з 07.12.1973, помер 07.05.2010
34. Сіренко Володимир Іванович з 06.03.1990, помер 08.05.2015
35. Стариков Олексій Миколайович з 27.03.1984, помер 31.05.2014
36. Старченко Віталій Іванович з 25.04.1990, виключений 19.05.2010
37. Теплов Володимир Володимирович з 29.03.2001, помер 06.06.2023 в м. Тернівка
38. Тубальцева (Червона) Надія Павлівна з 19.09.1995, виключена 19.05.2010
39. Фролова Клавдія Павлівна з 11.01.1978, померла 21.03.2010
40. Хіль Ніна Петрівна з 29.04.2014, померла 23.05.2020 в Павлограді
41. Хлобустін Геннадій Олександрович з 08.04.2016, помер у 2020р.
42. Чернишов Костянтин Костянтинович з 22.01.1981, помер 5.02.2010
43. Шепітько Ганна Семенівна з 17.04.1989, померла 01.06.2020 у Дніпрі
44. Шиян Григорій Іванович з 15.04.1987, помер 24.07.2009
45. Шковира Юрій Демидович з 21.10.2005, помер 11.04.2019[6]